# Федотов, Владислав Валерьевич
Владислав Валерьевич Федотов (бел. Уладзіслаў Валер'евіч Фядотаў; род. 8 февраля 1997, Молодечно, Минская область) — белорусский футболист, полузащитник.

## Клубная карьера
Влад является воспитанником молодечненского футбола, первый тренер — Александр Петрович Гармаза. В 2015 году играл за «Молодечно-ДЮСШ-4» во Второй лиге. 16 января 2016 года перешёл в футбольный клуб «Ислочь», подписав контракт на 3 года. В Высшей лиге дебютировал 7 июля 2016 года в матче против БАТЭ (1:3). Позднее ещё несколько раз появлялся в основной команде «Ислочи», выходя на замену.
Сезон 2017 начинал в дубле, вскоре получил травму. Вернулся на поле в июле, во второй половине 2017 года продолжал играть за дубль, не появляясь в основной команде. В начале 2018 года тренировался с основой «Ислочи», однако в феврале не попал на второй турецкий сбор команды. В марте находился на просмотре в «Сморгони», однако так и не перешёл в этот клуб. Только в мае вернулся в «Ислочь», где вновь стал играть за дубль.
В июле 2018 года планировалось отдать полузащитника в аренду пинской «Волне», однако переход не состоялся и футболист вернулся в «Ислочь». В августе на правах аренды присоединился к «Лиде», где стал игроком основы. По окончании сезона в ноябре 2018 года вернулся в «Ислочь», однако в марте 2019 года покинул клуб.
В апреле 2019 года стал игроком «Молодечно», в июне того же года перебрался в «Андердог». В апреле 2020 года, после того как клуб не был допущен к участию в Первой лиге, вернулся в «Молодечно». В июле 2023 года футболист покинул клуб.

## Международная карьера
31 октября 2016 года впервые получил вызов в молодёжную сборную Беларуси на товарищеский матч против сверстников из Украины.